# Skepparholmen

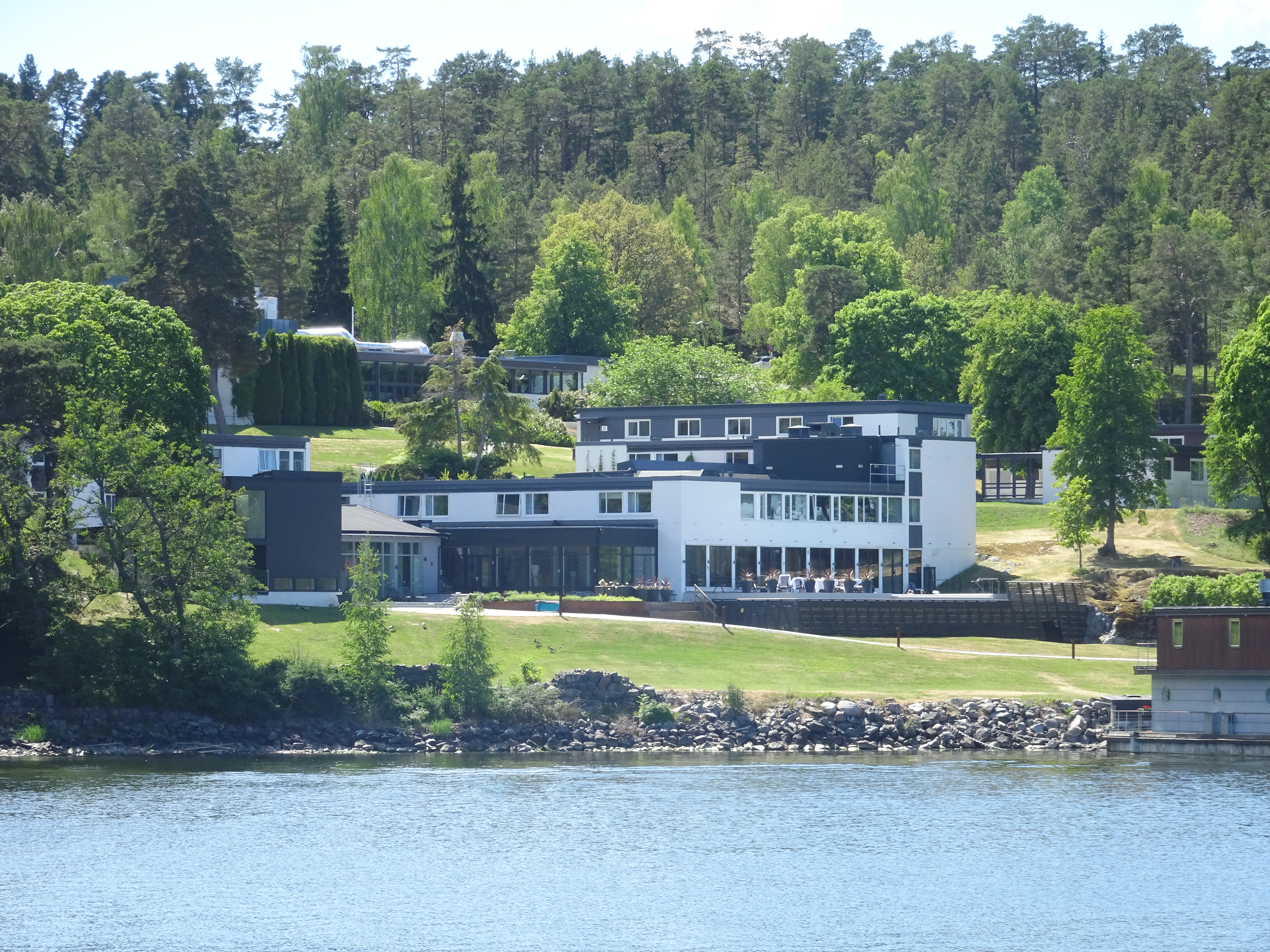
Skepparholmen med "Spa- och Konferenshotellet Skepparholmen Nacka"

Skepparholmen är en halvö vid Lövbergaviken i Saltsjö-Boo i Nacka kommun.
Området skänktes år 1288 av Magnus Ladulås till Gråbröderna, som utnyttjade det för att avverka virke till bygget av nuvarande Riddarholmskyrkan. År 1703 visade kartor "Torpet Hållmen" på Skepparholmen. År 1869 köptes området av  Edward Francke, som där uppförde fyra villor till sig själv och sina barn. Av dessa finns Villa Torpa från 1886 kvar, samt en del av den engelska parken.
År 1953 sålde familjen Francke Skepparholmen till Kooperativa Förbundet för att bli plats för oljedepåer. Marken visade sig dock vara för porös, varför dessa planer inte fullföljdes. Sparbanksföreningen uppförde 1964 det av  Folke Hederus och Johan Wohlert ritade Skepparholmens kurs- och utbildningsgård, numera spa- och konferenshotellet Skepparholmen Nacka. Fastigheten ägs idag av Masmästaren Fastigheter AB.